# 淮西道宣慰司
淮西道宣慰司，元朝的宣慰司。
至元十二年(1275年)四月设，治所在庐州路（今安徽合肥市），辖庐州路、安丰路、安庆路。十四年(1277年)十月安庆路划出归蕲黄宣慰司管辖。二十一年(1284年)二月蕲黄宣慰司撤，所辖各路划归淮西宣慰司。二十二年(1285年)，江州路划归江西等处行中书省。大德三年(1299年)二月，淮西道宣慰司废罢，所辖路州直隶河南江北行省。
辖境最大时包括庐州路、安丰路、安庆路、黄州路、蕲州路、光州路、江州路，相当于今安徽省合肥市全境、和县、含山县、芜湖市区江北部分、无为县、六安市全境、淮南市全境、蚌埠市区、怀远县、蒙城县、利辛县东部、定远县、凤阳县西部、安庆市全境、枞阳县；湖北省黄冈市全境、新洲区、黄陂区；河南省潢川县、固始县、商城县、新县、息县、淮滨县西南部；江西省九江市区、湖口县、彭泽县、瑞昌市、德安县、庐山市、共青城市。